# Érica de Sena
Érica Rocha de Sena (* 3. Mai 1985 in Camaragibe, Pernambuco) ist eine brasilianische Geherin.

## Sportliche Laufbahn
Érica de Sena bestritt im Jahr 2003 ihre ersten Wettkämpfe im Gehen. Im Jahr darauf siegte sie über 10 km bei den Brasilianischen U20-Meisterschaften. 2005, in ihrer ersten Saison über die 20-km-Distanz der Erwachsenen, gewann sie Silber bei den U23-Meisterschaften Brasiliens. 2006 gewann sie die Bronzemedaille bei den Brasilianischen Meisterschaften der Erwachsenen. Nach weiteren vorderen Plätzen bei den nationalen Meisterschaften, wurde sie im Jahr 2010 zum ersten Mal Brasilianische Meisterin. 2011 bestritt sie ihre ersten Wettkämpfe außerhalb ihres Heimatlandes. Im April steigerte sie ihre 20-km-Bestzeit in Portugal auf 1:36:40 h. Später im Juni nahm sie in Argentinien zum ersten Mal bei den Südamerikameisterschaften teil und belegte den sechsten Platz. Im August trat sie bei den Universiade in China an, konnte den Wettkampf allerdings nicht beenden. Ende Oktober nahm sie zum ersten Mal an den Panamerikanischen Spiele in Mexiko teil. Dort wurde sie allerdings im Laufe des Wettkampfes disqualifiziert. 2013 wurde sie erneut Brasilianische Meisterin.
2014 startete de Sena bei den Südamerikaspielen in Chile an und konnte über 20 km die Bronzemedaille gewinnen. 2015 stellte sie im März in der Slowakei mit 1:29:37 h eine neue Bestzeit auf und qualifizierte sich damit für ihre erste Teilnahme an den Weltmeisterschaften. Zuvor trat sie im Juni bei den Südamerikameisterschaften in Lima an, bei denen sie allerdings disqualifiziert wurde. Einen Monat später folgte in Toronto ihre zweite Teilnahme an den Panamerikanischen Spielen. Diesmal konnte sie die Silbermedaille gewinnen. Ende August trat sie schließlich bei den Weltmeisterschaften in Peking an und belegte bei ihrem WM-Debüt den sechsten Platz. 2016 verbesserte sich de Sena an gleicher Stelle in der Slowakei auf 1:28:22 h und qualifizierte sich damit für die Olympischen Sommerspiele in ihrer brasilianischen Heimat. Im August ging sie bei den Spielen an den Start und beendete den Wettkampf als Siebte. 2017 startete sie bei ihren zweiten Weltmeisterschaften und erreichte in London mit ihrer persönlichen Bestzeit von 1:26:59 h den vierten Platz.
2019 trat de Sena zum dritten Mal bei den Panamerikanischen Spielen an. Nach Silber bei den Spielen 2015, konnte sie diesmal die Bronzemedaille gewinnen. Ende September nahm sie an den Weltmeisterschaften in Doha teil und verpasste, wie bereits 2017, als Vierte nur knapp die Medaillenränge. 2021 wurde de Sena im Mai bei den Südamerikameisterschaften in Ecuador Vizemeisterin. Anfang August trat sie in Tokio zum zweiten Mal bei den Olympischen Sommerspielen an. Den Wettkampf beendete sie auf dem elften Platz. 2022 bestritt sie keinen Wettkampf. 2023 trat sie in Budapest wieder bei den Weltmeisterschaften an. Dort belegte sie 13. Platz über 20 km. Ein paar Tage später ging sie auch über 35 km an den Start, konnte den Wettkampf allerdings nicht beenden.

## Wichtige Wettbewerbe
| Jahr                  | Veranstaltung             | Ort                   | Platz                 | Disziplin             | Zeit                  |
| Startet für Brasilien | Startet für Brasilien     | Startet für Brasilien | Startet für Brasilien | Startet für Brasilien | Startet für Brasilien |
| --------------------- | ------------------------- | --------------------- | --------------------- | --------------------- | --------------------- |
| 2011                  | Südamerikameisterschaften | Buenos Aires          | 6.                    | 20 km Gehen           | 1:40:24 h             |
| 2011                  | Universiade               | Shenzhen              |                       | 20 km Gehen           | DNF                   |
| 2011                  | Panamerikanische Spiele   | Guadalajara           |                       | 20 km Gehen           | DSQ                   |
| 2014                  | Südamerikaspiele          | Santiago de Chile     | 3.                    | 20 km Gehen           | 1:36:37 h             |
| 2015                  | Südamerikameisterschaften | Lima                  |                       | 20 km Gehen           | DSQ                   |
| 2015                  | Panamerikanische Spiele   | Toronto               | 2.                    | 20 km Gehen           | 1:30:03 h             |
| 2015                  | Weltmeisterschaften       | Peking                | 6.                    | 20 km Gehen           | 1:30:06 h             |
| 2016                  | Olympische Sommerspiele   | Rio de Janeiro        | 7.                    | 20 km Gehen           | 1:29:29 h             |
| 2017                  | Weltmeisterschaften       | London                | 4.                    | 20 km Gehen           | 1:26:59 h             |
| 2019                  | Panamerikanische Spiele   | Lima                  | 3.                    | 20 km Gehen           | 1:30:34 h             |
| 2019                  | Weltmeisterschaften       | Doha                  | 4.                    | 20 km Gehen           | 1:33:36 h             |
| 2021                  | Südamerikameisterschaften | Guayaquil             | 2.                    | 20 km Gehen           | 1:30:52 h             |
| 2021                  | Olympische Spiele         | Tokio                 | 11.                   | 20 km Gehen           | 1:31:29 h             |
| 2023                  | Weltmeisterschaften       | Budapest              | 13.                   | 20 km Gehen           | 1:29:53 h             |
| 2023                  | Weltmeisterschaften       | Budapest              |                       | 35 km Gehen           | DNF                   |

## Persönliche Bestleistungen
- 5000-m-Bahngehen: 23:10,59 min, 7. November 2011, Campinas
- 10.000-m-Bahnengehen: 43:41,30 min, 1. August 2014, São Paulo, (brasilianischer Rekord)
- 20-km-Gehen: 1:26:59 h, 13. August 2017, London, (brasilianischer Rekord)
- 35-km-Gehen: 2:47:59 h, 25. März 2023, Dudince

## Persönliches
Érica de Sena ist mit dem ecuadorianischen Geher Andrés Chocho verheiratet. Sie leben in Cuenca, in der Heimat ihres Ehemannes.